# The real Paul Anka
The real Paul Anka es el 127° episodio de la serie de televisión norteamericana Gilmore Girls, en su sexta temporada.

## Resumen del episodio
Lorelai tiene un extraño sueño en el que aparecen dos Paul Anka, el cantante y el perro; quienes interactúan y hasta cambian repentinamente de funciones.
Aunque Rory y Logan están juntos, ella aún está molesta por lo sucedido mientras estaban separados, así que lo trata con indiferencia y distancia. Así, él, que se siente miserable por estar enemistado con Rory, decide ir junto con sus amigos a una nueva aventura con la Brigada de la Vida y la Muerte, a Costa Rica. 
La Sra. Kim le da a Lorelai el vestido que ella usó en su boda para que le dé unos pequeños arreglos, y Lane pueda usarla. Sin embargo, esta no lo quiere usar, pues el vestido es muy anticuado y hasta incorpora un pantalón. Lorelai trata de repararlo-modernizarlo, pero al ver que no sería posible sigue el consejo de la chica y le derrama café encima.
Luke y April van al viaje de la escuela de esta, y él intenta comportarse como un gran padre, aunque no puede dejar de ser algo sobreprotector con su hija. Rory recibe una invitación de Jess para ir a la presentación de su nuevo libro en Filadelfia, y se sorprende al encontrar allí también a Luke y a April. Cuando Rory y Jess empiezan a conversar, se dan un beso, sin embargo, ella afirma que pese a sus problemas con Logan, ella lo ama y no puede engañarlo como él a ella. 
Cuando Kirk le confirma a Lorelai uno de sus mayores temores, el que sus padres estén interesados en comprar una casa en Stars Hollow, ella intenta mostrarles que el pueblo no es un buen lugar para vivir inventando problemas, falta de organización y detalles "feos" sobre el lugar: incluso molesta a Taylor, a quien los padres no ven como digno de ser el concejal.